# Korszakov-szindróma
A Korszakov-szindróma (Korszakov-kór vagy Korszakov-tünetcsoport) nevét Szergej Korszakov orosz pszichiáterről kapta, akinek munkásságát jellemzi az az elképzelés, hogy a lélek az agy funkciója. Ezzel a róla elnevezett tünetcsoporttal bizonyította az összefüggést a pszichés zavarok és a szomatikus elváltozások között.

## Leírása
A Korszakov-szindróma egy neuropszichiátriai kórkép, az idegrendszer károsodása miatt létrejövő pszichiátriai betegség. Jól körülhatárolható neuropatológiai oka van: kimutatható a központi idegrendszer sérülése, amely szimmetrikus elhelyezkedésű frontális lebenysérülés, neuronpusztulás. A Korszakov-szindróma a jelentős alkoholfogyasztás – kifejezetten rossz minőségű alkoholok, likőrök, aromás alkoholok – következtében alakul ki.
A Korszakov-tünetcsoport kifejezést akkor használják, ha a betegség nem a túlzott alkoholfogyasztás miatt jön létre, hanem más okok eredményeként. Tehát a Korszakov-szindróma és a Korszakov-tünetcsoport azonos formában jelenik meg, de kiváltó okaik különbözőek.
A Wernicke–Korszakov-szindróma krónikus alkoholistáknál jelentkezik, akik szegényesen étkeznek. Jellemzője a zavarodottság, a tudatosság alacsony szintje, gyenge mozgáskoordináció (Wernicke-féle enkefalopátia). Diagnosztikus kritérium a szem mozgásának bénulása. Memóriaveszteség (Korszakov-féle pszichózis) gyakran követi az enkefalopátiát.

## Okai
- tiamin-hiány
- veleszületett enzimdefektus (transzketoláz),
- vérzéses nekrózis
- trauma, idegrendszeri sérülés
- gyulladás
- corpus mamillarék sérülése.

Ez a betegségcsoport (Korszakov-szindróma, Korszakov-tünetegyüttes) a „másodlagos” demenciák közé sorolható, melyek közös jellemzője, hogy a lelki funkciózavar az agy károsodása következtében lép fel.

## Jellemzői
- megjegyző emlékezés súlyos károsodása (anterográd amnézia, a betegség kialakulása után nem képes új dolgokat megjegyezni, megtanulni)
- ismeretanyag retrográd kiesése
- koncentráció hiánya, gyengülése
- helyben és időben való tájékozatlanság
- konfabuláció
- betegségtudat hiánya
- előfordulhat a spontaneitás csökkenése, ítélőképesség hiánya, intelligencia csökkenése, demencia is

## Kezelése
Idejében kezdett nagy dózisú tiamin-kúrával meg lehet állítani a betegség előrehaladását. Késői észlelés következtében létrejöhet maradandó agykárosodás, kezelés nélkül halálos is lehet a betegség.
Ha Wernicke-enkefalopátia és kisagyi atrófia (zsugorodás, sorvadás) társul a Korszakov-szindrómához, azt Wernicke–Korszakov-szindrómának nevezik. A Wernicke-enkefalopátia lezajlása lehet akut (hirtelen, gyors) vagy szubakut (nem annyira vehemensen lezajló), de kezdődhet delirium tremensszel is. A betegség elején gyakran nem teljes a tünetegyüttes, korai felismerése mégis létfontosságú. 
Tünetei
- szemtekerezgés (nystagmus)
- ataxia
- konfúzió (zavartság)

## Fordítás
- Ez a szócikk részben vagy egészben  a   Korsakoff's syndrome című angol Wikipédia-szócikk fordításán alapul.  Az eredeti cikk szerkesztőit annak laptörténete sorolja fel. Ez a jelzés csupán a megfogalmazás eredetét és a szerzői jogokat jelzi, nem szolgál a cikkben szereplő információk forrásmegjelöléseként.